# George Bush Intercontinental Airport
George Bush Intercontinental Airport (IATA: IAH, ICAO: KIAH, FAA LID: IAH) je mezinárodní letiště v Houstonu ve státě Texas v USA, které obsluhuje metropolitní oblast Greater Houston. Leží 37 km severně od centra Houstonu a je odsud vypravováno značné množství mezinárodních i vnistrostáních letů. V roce 2016 letiště odbavilo 41 622 594 cestujících, čímž se dostalo na 43. místo na světě ve vytíženosti. Jméno nese letiště po 41. americkém prezidentovi Georgovi H. W. Bushovi. Leží na ploše 40,5 km² a disponuje pěti runwayemi.